# Vojvodstvo Urbino
Vojvodstvo Urbino je bila srednjovjekovna država na Apeninskom poluotoku na prostoru današnje regije Marche, dijela Romagne i dijela gornje Umbrije, podudarajući se s današnjim teritorijem općina Gubbio, Scheggia i Pascelupo. Postojala je od 1443. do 1631. godine. 
Glavni gradovi bili su Urbino i Pesaro.

## Ustanova
Papina odluka pretvorila je Grofoviju Urbino, osnovanu 1213., u vojvodstvo kojim je upravljala obitelj da Montefeltro. 
Vojvodstvo je nastalo 1443. godine kad je papa Eugen IV. imenovao svog sina Oddantonija II. da Montefeltra za urbinskog vojvodu. Dugo je vremena ovo vojvodstvo bilo grad. Ubrzo je Urbino postao jednim od žarišta talijanske renesanse. 1506. je osnovano Urbinsko sveučilište. Obitelj Da Montefeltro vladala je Urbinom do 1502. Slijedi razdoblje vladanja Cesarea Borgije. 1508. vlast prelazi u ruke obitelji Della Rovere. 1523. godine glavni grad prebačen je u Pesaro. 1631. godine vojvodstvo je pripojeno Papinskoj Državi. Devolucija je obavljena legacijom koju je izdao papa Urban VIII., kojom je Vojvodstvo Urbino postalo Legazione del Ducato di Urbino.

## Granice
U doba kad je nastao, na sjeveroistoku je graničio s Jadranskim morem, na zapadu s Republikom Firencom i nekim komunama s područja Toskane i Umbrije, među kojima su Perugia i Assisi.

## Kultura
Urbinske vojvode sahranjene su u Mauzolej San Bernardino s kraja 15. stoljeća koji se nalazi u okolici Urbina. Urbinske vojvode bile su mecene umjetnicima, među kojima je hrvatski latinist Ivan Polikarp Severitan iz Šibenika.
Staro središte Urbina je na UNESCO-ovom popisu mjesta svjetske baštine u Europi. Datira iz doba Vojvodstva Urbina. Glavna znamenitost je Duždeva palača (Palazzo Ducale) građena za vladavine vojvode Federica da Montefeltra (od 1466. do 1472.). Ovo vrhunsko djelo renesansne arhitekture djelo je arhitekta Lucijana Vranjanina, jedino njegovo dokumentacijom potvrđeno dovršeno djelo.

## Vojvode Urbina

### Da Montefeltro
| Slika | Ime                          | Napomena                            | Početak vlasti | Kraj vlasti |
| ----- | ---------------------------- | ----------------------------------- | -------------- | ----------- |
|       | Oddantonio II da Montefeltro |                                     | 1443.          | 1444.       |
|       | Federico III. da Montefeltro | Poznat kao Federico da Montefeltro. | 1444.          | 1482.       |
|       | Guidobaldo I. da Montefeltro |                                     | 1482.          | 1502.       |
|       | Cesare Borgia                |                                     | 1502.          | 1504.       |
|       | Guidobaldo I. da Montefeltro | Vratio se na položaj.               | 1504.          | 1508.       |

### Della Rovere
| Slika | Ime                              | Napomena | Početak vlasti | Kraj vlasti |
| ----- | -------------------------------- | --- | -------------- | ----------- |
|       | Francesco Maria I. della Rovere  | Sin Giovanne. | 1508.          | 1516.       |
|       | Lorenzo II. de' Medici           | | 1516.          | 1519.       |
|       | Francesco Maria I. della Rovere  | | 1519.          | 1538.       |
|       | Guidobaldo II. della Rovere      | | 1539.          | 1574.       |
|       | Francesco Maria II. della Rovere | | 1574.          | 1621.       |
|       | Federico Ubaldo della Rovere     | Sin Francesca Marije II. della Rovere | 1621.          | 1623.       |
|       | Francesco Maria II. della Rovere | Opet na položaju nakon sinove smrti. Vladao do kraja života. Vojvodstvo koje je već bilo pod kontrolom Papinske Države od 1625., apsorbirano je u novu državu poslije smrti posljednjeg Della Roverea. | 1623.          | 1631.       |

## Napomene
1. ↑  Branimir Glavičić, Epika Ivana Polikarpa Severitana, Dani Hvarskoga kazališta. Građa i rasprave o hrvatskoj književnosti i kazalištu, Vol.17 No.1 Svibanj 1991., s. 192
2. ↑  Umjetnička zbirka obitelji Della Rovere otišla je posljednjem potomku Vittoriji, supruzi Ferdinanda II. de' Medicija, odakle je velikim dijelom prenesena u Firencu.

## Vanjske poveznice
- Filippo Ugolini, Storia dei conti e duchi d'Urbino.
- Filippo Ugolini, Storia dei conti e duchi d'Urbino - volume 2.